# إيدا هلبرن
إيدا هلبرن (بالألمانية: Ida Halpern)‏ هي عالمة موسيقى نمساوية، ولدت في 17 يوليو 1910 في فيينا في النمسا، وتوفيت في 7 فبراير 1987 في فانكوفر في كندا.